# Cycloon Bhola
De cycloon Bhola was een tropische cycloon die op 11 november 1970 veel schade aanrichtte in Oost-Pakistan (huidig Bangladesh) en de Indiase provincie West-Bengalen. Het was de dodelijkste cycloon die ooit is vastgelegd en een van de dodelijkste natuurrampen in de moderne tijd. Naar schatting verloren 300.000 tot 500.000 mensen het leven tijdens de storm en de overstroming die daarop volgde en de lagergelegen delen van de Gangesdelta raakte. De cycloon had de kracht van een orkaan in categorie 3.
De cycloon vormde zich boven de Baai van Bengalen op 8 november en verplaatste zich daarna in noordelijke richting terwijl hij in kracht toenam. De top werd bereikt met windsnelheden van 185 km/u op 11 november, toen de storm aan land kwam aan de kust van Oost-Pakistan. Veel van de eilanden voor de kust werden compleet verwoest, de dorpen werden weggeblazen en de gewassen vernietigd. In de zwaarst getroffen upazila van Oost-Pakistan, Tazumuddin, kwam 45% van de bevolking van 167.000 mensen om in de storm.

## Gevolgen
De Pakistaanse regering, in die tijd onder de leiding van generaal Yahya Khan kreeg stevige kritiek te verduren van de politieke leiders in Oost-Pakistan en de internationale media, omdat het lang duurde voor er reddingsoperaties in gang werden gezet. Mede hierdoor werd de Bengaalse vrijheidsoorlog in gang gezet, die er uiteindelijk toe leidde dat Bangladesh een zelfstandige staat werd. In reactie op de cycloon organiseerde ex-Beatle George Harrison in samenwerking met de Bengaalse muzikant Ravi Shankar in 1971 The concert for Bangladesh, een van de eerste benefietconcerten in de wereld, om geld in te zamelen voor reddingsoperaties.

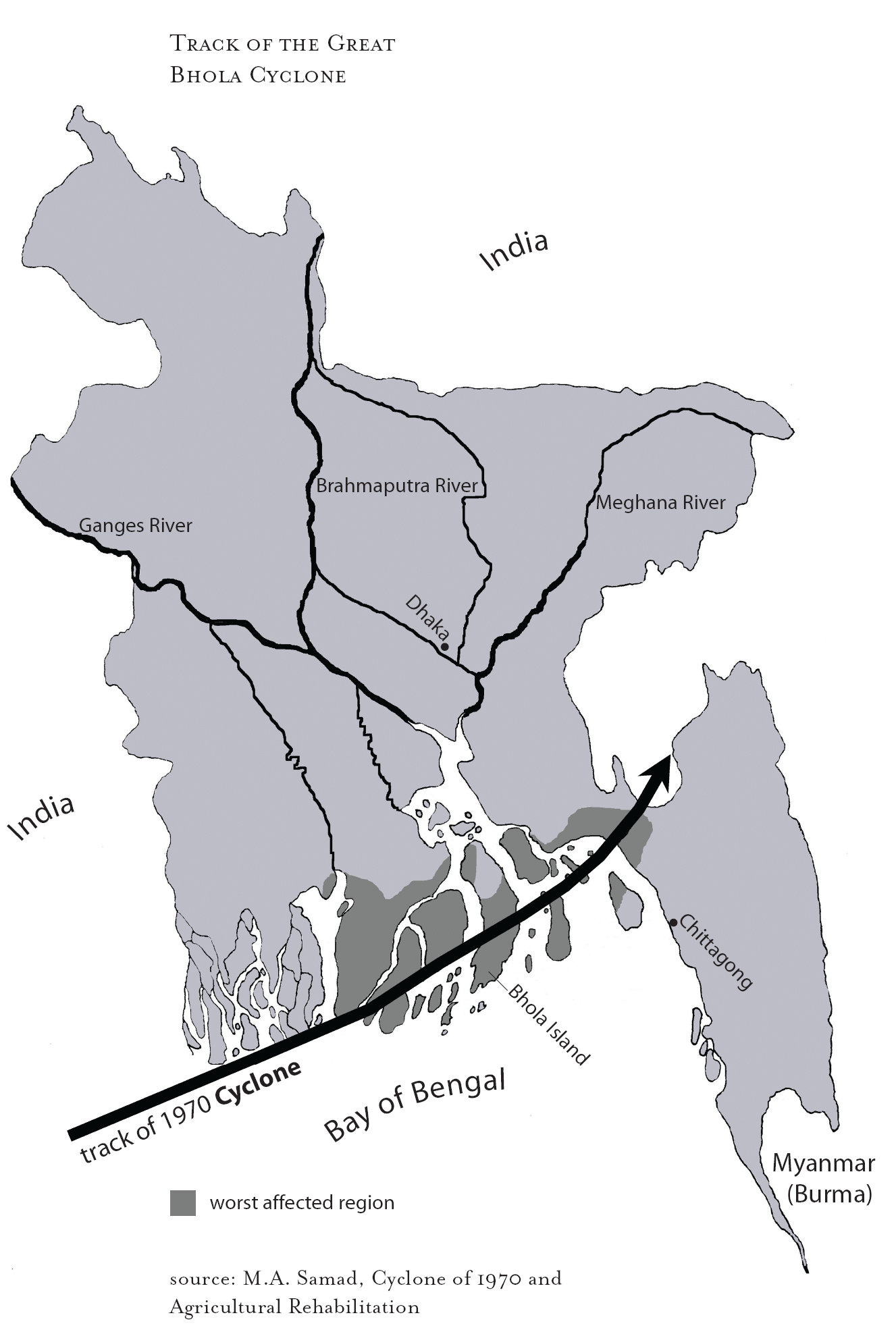
De baan van de cycloon en de zwaarst getroffen gebieden